# Джузепе Сарти
Джузепе Сарти (на италиански: Giuseppe Sarti), по прякор Il Domenichino, е италиански композитор, диригент и педагог от 18 век. В епохата, когато търсенето на италиански музиканти по цяла Европа достига своя пик, той има изключително успешна и разнообразна международна кариера. Успява да се впише в музиката на страните, в които работи – в Дания пише зингшпили, а в Русия вплита руска народна музика в произведенията си. Известен е като композитор, който смесва майсторството на полифонията с оперни ефекти и е автор на над 50 сериозни и комични опери, църковна и светска музика.

## Детство и младост
Не е известна датата на раждането на Джузепе Сарти, но според историческите изследвания е кръстен на 1 декември 1729 година. Роден в град Фаенца в семейството на ювелир, който е и самоук любител цигулар. Началното си музикално образование получава в църковния хор на момчетата в родния си град. На 10 годишна възраст започва да взима уроци при професионални музиканти – Франческо Валоти в Падуа и при знаменития падре Мартини (Джовани Мартини) в Болоня. На 13-годишна възраст вече заема длъжността на органист в катедралата на родния си град, а от 1752 година започва работа и към оперния театър.
Според някои източници първата му опера е „Помпей в Армения“, която е посрещната от публиката с ентусиазъм. Според други изследвания първа е операта „Кралят-пастир“, която от своя страна му донася истински триумф и слава.

## Дания
През 1753 година Сарти пътува до Копенхаген като директор на италианска оперна трупа и датският крал Фредерик V го кани да стане придворен капелмайстор. Оттогава той започва да композира освен италиански опери, и зингшпили на датски език. По-късно става и директор на Италианския оперен театър в града, в който прекарва 20 години от живота си. По време на пребиваването си там Сарти създава около 30 опери. Приема се, че със своето творчество, композиторът до голяма степен полага началото на датската опера. Успоредно с композиторската си дейност Сарти се занимава и с педагогическа. В един период от живота си даже преподава пеене на датския крал. Сред по-известните му опери, създадени в тази страна са „Ciro riconosciuto“ (1754) и „Изоставената Дидона“ (Didone abbandonata)(1762).
През 1772 година ръководството на италианската оперна група в Дания претърпява сериозни сътресения и композиторът се оказва крупен длъжник. Три години след това е осъден да напусне страната и заминава за Венеция.

## Венеция и Милано
Следващото десетилетие от живота на Сарти преминава главно в два италиански града. В продължение на 4 години той оглавява женската консерватория във Венеция, а от 1779 до 1784 е капелмайстор на събора в Милано. Творчеството му в този период достига европейска слава – оперите му се поставят на сцените на Виена, Париж, Лондон. Най-популярни от онова време са оперите „Селска ревност“ (1776), „Ахил в Скирос“ (1779), „Джулио Сабино“ (1881) „Двама се карат, третият печели“ (1782). Творбите му стават все по-популярни и това привлича много ученици, между които и Луиджи Керубини.
През 1784 приема поканата на Екатерина II да замести Джовани Паизиело като придворен капелмайстор в Санкт Петербург. На 16 май през същата година напуска Милано заедно с жена си и дъщерите си и минава през Мантуа, Венеция и Виена. Във Виена се запознава с император Йозеф II и Моцарт. На представянето в града на неговата опера „Армида“, на която Сарти е диригент, той се запознава и с Йозеф Хайдн. Моцарт внимателно разучава произведенията на по-възрастния си колега и по-късно използва една от оперните теми на Сарти в сцената на бала в операта си „Дон Жуан“. От своя страна Сарти не оценява таланта на Моцарт и година по-късно публикува в пресата критична статия за неговите квартети. В началото на юни композиторът напуска Виена и, преминавайки през Варшава, достига до Русия.

## Русия
Докато живее в Русия Сарти полага началото на нова консерватория, занимава се с изследвания в областта на акустиката, изобретява устройство за изчисление на звуковите вибрации в зависимост от височината на музикалните тонове. Занимава се с преподавателска дейност и композира опери, църковна и светска музика. Създава много опери – през 1784 написва „Gli amanti consolati“, през 1875 – „Фалшивите наследници“, 1786 – „Армида и Риналдо“ и „Кастор и Полукс“, 1787 – „Александър в Индия“, 1798 – „Андромеда“, 1799 – „Еней в Лациум“, „Индийско семейство в Англия“, „Любовта на Флора и Зефир“ и други.

### Екатерина ІІ
През 1875 година застава начело на италианския оперен театър в Санкт Петербург и прави известни промени в него. По препоръка на композитора е нает кастратът Луиджи Маркези, известен с чистия си сопранов глас и с бароковия си стил на пеене. С това Сарти се надява да засенчи португалската певица Луиза Роза Тоди, с която се състезават за благоволението на императрицата, но преценката му се оказва погрешна. През същата година на карнавала в Петербург са поставени оперите „Идалида“ с Тоди в главната роля и „Селска ревност“ на Сарти, в която главната роля се изпълнява от Маркези. Противопоставянето на двете великолепни сопрана се задълбочава и Сарти е въвлечен в този сблъсък.
През 1876 година е завършен театърът на Ермитажа, проектиран от архитект Джакомо Куаренги и предназначен за най-важните представления в кралския двор. Откриването става с операта на Сарти „Армида и Риналдо“, в която ролята на Армида е изпълнена от Луиза Роза Тоди, а тази на Риналдо – от Луиджи Маркези. За тази постановка Сарти получава от императрицата 1200 рубли. За 24-тата годишнина от нейната коронация, той композира операта „Кастор и Полукс“ (1876), която има голям успех.
Заради придворни интриги през 1787 година и засилване на влиянието на Тоди, Екатерина ІІ разваля договора си със Сарти, според който музикантът работи като придворен капелмайстор при нейния двор. Всички имперски оперни театри получават забрана да сключват договори с него. Той обаче веднага е нает от Григорий Потьомкин, държавен и военен деец, дипломат, фаворит на Екатерина II. Така прекарва първите си 4 години в Русия в южните части на страната. Съпровожда Екатерина и Потьомкин в едно пътуване до Крим и успява отново да спечели симпатиите на императрицата, като организира музикалното оформление на срещата ѝ с австрийския император Йозеф II в Херсон. Все пак Сарти остава на работа при Потьомкин като домашен капелмайстор, ръководител на оркестъра и хора и се проявява като чудесен организатор на всички музикални събития в дома на фаворита.
През 1785 година Сарти композира „Руска оратория“, съчинена в Петербург по поръчка на Потьомкин. Тя се състои от три части, подбрани от самия Потьомкин. Три години по-късно Джузепе Сарти написва и няколко църковни произведения за православното богослужение. Особена известност в Русия придобива кантатата „Te Deum – Тебе Бога хвалим“, създадена в чест на завземането на украинския град Очаков от руската армия. В изпълнението ѝ са включени грандиозни и необичайни средства. За първи път е изпълнена през 1789 година в резиденцията на Потьомкин под открито небе. Участва хор от 300 души, няколко допълнителни военни хора, оркестър, камбанен звън и оръдейна стрелба. Кантатата се харесва толкова много, че решават тя да бъде тържествено изпълнявана във връзка с всяка победа на руските войски. На 30 август същата година е представена в Александро-Невската лавра в Петербург, а има сведения, че е изпълнена и в Москва. От нея са оцелели два нотни варианта – на руски и на латински език, като вторият е доста по-сложен композиционно.
Сарти получава поръчки за създаване на големи композиции като кантати и оратории. Създава „Да воскреснет Бог“ (Господи, воззвах к Тебе), „Слава во вышних Богу“ и други. Творбите му са свързани или с победите на руските войски в Руско-Турската война, или с други военни успехи. Други са посветени на паметни дати за императорското семейство – заемане на престола, коронация, раждане на поредния наследник. Така за 18 години, прекарани в Русия, Сарти създава около 27 оратории. Произведенията му са грандиозни, мащабни и монументални и обикновени изпълнението им изисква двоен състав на хора и оркестъра, както и рогов оркестър, достигащ до 70 изпълнители. В тях участват и пиротехници, тъй като е предвидено ораториите да се изпълняват придружени от фойерверки, допълнени от канонади и камбанен звън.
Освен оратории Сарти пише и църковна музика по поръчка. Тъй като не знае руски език, а и не го научава, текстовете са създадени от руски поети. Създава православни литургии и много отделни песнопения, 8 от които са едночасови, издадени са, а ръкописите им са съхранени. Написва и 11 духови концерта, 4 от които са издадени, а два са запазени в ръкопис. От църковните произведения на композитора често в руските църкви се изпълнява „Херувимска“ и още няколко негови творби.
По заповед на Екатерина II, заедно с Карло Канобио и Василий Пашкевич, участва в създаването на постановката на грандиозния спектакъл на „Началото на управлението на Олег“, за който създава хоровите композиции. Произведението е с исторически сюжет и текст, написан от кралицата. В творбата е отразен стремежът на Екатерина да пресъздаде една умалена Византийска империя, като постави на престола в Константинопол средния си внук Константин. Пиесата е многомащабна – в нея са засегнати основаването на Москва, походът към Киев, превземането на Цариград, знаменитият щит, закован на вратите на града, атлетическите игри на хиподрума и в чест на победителя Олег – клетвата на победения византийски император за вечен мир.
След като през 1790 година Сарти заема длъжността придворен капелмайстор в Петербург, той създава 8 опери, един балет и 30 произведения от вокално-хоровия жанр. Вследствие на интриги отново изпада в немилост и е отдалечен от двора, като известно време управлява Певческото училище в Екатеринослав. Впоследствие успява да възстанови предишното си положение и съпровождащите го почести. Композиторските му успехи в Петербург се развиват едновременно с успехите му в кариерата на придворен.

### Павел І
След смъртта на Екатерина ІІ през 1796 година, композиторът написва тържествено хорово произведение в чест на коронацията на Павел I. По този начин той успява да запази длъжността и привилегированото си положение и в новия двор. Новият император започва царуването си с ограничаване на държавните разходи, което засяга и музикалните среди в столицата. Италианският оперен театър е закрит, но Сарти остава в двора и достига апогея на кариерата си именно тогава.
На 12 април 1797 е представена новата голяма кантата на Сарти – „Геният на Русия“. Композирана е за малък симфоничен оркестър и е създадена в прослава на Павел I. През зимата на 1797 година композира „Коледен химн“, чийто текст транскрибира с латински букви, тъй като след 13 години живот в страната, все още не може да чете и пише на кирилица.
Като благодарност за дългогодишната работа на композитора в Русия и поради факта, че той преподава пеене на дъщерите на императора, Павел І му подарява две села – Станковая и Полкино в района на Москва с общо население от 200 души. Към селата са включени гори, ливади, овощни градини и дори рибарници. Щедростта на Павел І не свършва само с това. На 22 февруари същата година императорът издава указ, с който назначава Сарти за колежански съветник и с това композиторът достига осмо ниво в гражданската йерархия.
За сравнително краткия период, през който е на служба при Павел І, Сарти създава някои нови произведения. През 1798 година написва операта „Армида“, представена в театъра на Ермитажа. Създава кантатата „Epitalamia“ за четири солиста с оркестров съпровод, представена през октомври 1799 година. Написана е по повод сватбата на великата дукеса Александра и великия херцог на Австрия Йозеф. За сватбата на Елена и наследствения принц на Мекленбург-Шверин композира операта „Еней в Лациум“. През 1800 и 1801 година тя е представяна няколко пъти в различни руски театри. За нея получава от Павел І инкрустирана със скъпоценни камъни кутия за неговата колекция.
През същата година Сарти създава на френски език операта „Индийско семейство в Англия“, а главната роля е изпълнена от мадам Шевалие, любимата певица на императора. На 8 септември 1800 година композиторът завършва балета в две действия „Любовта на Флора и Зефир“, който е показан на сцена през същата година. „Съзидание“, последната му опера в Русия, е композираната през 1801 на френски език и авторът не успява да я представи пред публика.
През същата година Павел І е убит, а Сарти решава да се върне в родината си, продава селата си и се сбогува с приятелите. Възрастният композитор, който още в Петербург вече страда от подагра, спира в Берлин, за да си почине. Среща се с композитора Натал Мусини, който се възползва от случая да поиска ръката на дъщеря му. Сватбата е отпразнувана, а на 28 юли 1802 година Джузепе Сарти умира в Берлин.

## Преподавателска дейност
В Русия Сарти създава своя композиторска школа. Докато в Италия негов ученик, получил по-късно известност, е само Луиджи Керубини, то тук при него учат популярните руски композитори Степан Дегтярев, Степан Давидов, Лев Гурильов, Даниил Кашин и дори украинецът Артем Ведел. Трима от тези композитори са крепостни селяни – Дегтярев, Гурильов и Кашин. Сарти пътува до именията, в които те живеят и е посрещан с големи почести.

## Акустични изследвания
През последните години от живота си Сарти се занимава с теоретични изследвания по акустика и между другото установява честотата на така наречения „петербургски камертон“ (436 херца). Петербургската академия на науките високо оценява работата му и през 1796 година го избира за свой почетен член. Акустичните изследвания на Сарти запазват своето значение в продължение на почти 100 години. Едва през 1885 година във Виена е утвърден международният еталон на камертона с честота 435 херца.